# Catastrophe en plein ciel

Catastrophe en plein ciel (titre original Collision Course) est un téléfilm américain réalisé par Fred Olen Ray sorti en 2012.

## Synopsis
Kate Parks doit retourner à Long Beach (États-Unis), pour voir sa famille. Mais elle manque sa correspondance ainsi que d'autres passagers. Elle rencontre par hasard Jake Ross, le directeur des opérations de l'aéroport actuel. Après discussions, les passagers pourront embarquer sur un autre vol pour rentrer à Long Beach. Il la reconnaît puisque c'est l'auteure dont il a acheté le livre : La vérité sous les flammes. Après l'embarquement de tous les passagers, Kate remarque que Jake Ross va être le steward de l'avion, puis l'avion décolle pour Long Beach. Pendant le vol, à la suite d'une éruption solaire, le pilote est tué par électrification, et le copilote tombe inconscient. L'avion perd contrôle et tombe. Après avoir traversé un trou d'air, il se remet en place. Mais la situation similaire arrive à tous les avions de la région, et il y a des problèmes qui provoquent la mort de milliers de personnes. Finalement, Kate prend le rôle du pilote et dit à Jake qu'il faut tester l'atterrissage en glissade. Tous les passagers descendent et cet homme demande à Kate de signer son livre.

## Distribution
- David Chokachi : Jake Ross
- Tia Carrere : Kate Parks
- Meghan McLeod : Krista Miles
- Tim Abell : Ned Hatch
- Janis Peebles : Samantha
- Dylan Vox : Tommy
- Dee Wallace : Polly